# Heideland (Brandebourg)
Pour les articles homonymes, voir Heideland.

Heideland  est une commune de Brandebourg (Allemagne), située dans l'arrondissement d'Elbe-Elster.